# Spook-Zyklus
Beim Spook-Zyklus (englisch: The Wardstone Chronicles) handelt es sich um einen Zyklus von Jugendbüchern des britischen Fantasyautors Joseph Delaney, die zum Genre der dark fantasy gehören. Sie handeln von dem Jungen Thomas J. Ward, der mit 13 Jahren den Beruf eines Geisterjägers, eines Spooks, erlernen soll. Von den bislang 13 Teilen wurden die ersten fünf von cbj von 2006 bis 2013 ins Deutsche übersetzt und veröffentlicht. Seit 2023 wird die Reihe vom foliant Verlag neu aufgelegt und fortgesetzt.

## Genre
Die Bücher weisen viele typische Fantasyelemente auf. Dazu zählen magische Wesen wie Dämonen oder Hexen, übernatürliche Fähigkeiten einiger Personen und eine eigene Welt, in der das Fiktionale real ist. Auch spielen sie vor einem geschichtlich lehrreichen Hintergrund, der Europa im Mittelalter recht treffend widerspiegelt. Unterschwellig kommen auch Merkmale von Horror vor.

## Magie der Phantasiewelt
Im Folgenden eine kurze Erläuterung zur Funktionsweise der Magie in der Fantasie des Autors.

### Auftretende Wesen
Der Spook, auch Geisterjäger genannt, befreit das Land von den Menschen feindlich gesinnten dunklen Wesen, vorwiegend Boggarts und Hexen. Er ist dennoch verhasst und einsam, da die Leute ihn unheimlich finden und daher meiden. Diesen Beruf kann nur ergreifen, wer als siebter Sohn eines siebten Sohnes geboren wurde. Mit 13 Jahren beginnt der siebte Sohn eine fünfjährige Ausbildung bei einem Spook.

#### Boggarts
Boggarts, magische Wesen, existieren in mehreren Arten und Stufen. Am gefährlichsten ist der sogenannte Reißer, den es ständig nach dem Blut von Tieren oder Menschen dürstet. Boggarts bewegen sich an sogenannten Ley-Linien entlang, alten Kraftfeldern unter der Erde. Diese können sich beispielsweise durch Erdrutsche verschieben oder verändern. Hängt ein Boggart durch eine solche eine Veränderung an einem Ort fest, nennt man das „natürlich gebannt“. Wenn allerdings in jenem Fall Dörfer oder Siedlungen in der Reichweite des gefangenen Boggarts liegen, können sie erheblichen Schaden anrichten. Dann muss man sie befreien und an anderem Ort „künstlich bannen“.

#### Hexen
Hexen können ebenfalls in mehrere Arten eingeteilt werden. So existieren gute (benigne) und böse (maligne) Hexen sowie Unwissende, die sich ihrer Macht nicht bewusst sind. Daneben gibt es noch die aus Griechenland stammenden Lamia-Hexen, die in ihrer wilden Form eine beschuppte, echsenartige Gestalt besitzen und auf allen vieren gehen oder die geflügelt sind (Vaengir). Sind Lamia-Hexen über längere Zeit in der Gesellschaft von Menschen, nehmen sie ebenfalls menschliche Gestalt an, und können so, abgesehen von einem schmalen Schuppenstreifen am Rücken, nicht mehr von echten Menschen unterschieden werden. Wasserhexen leben im Wasser und bewegen sich dort besonders schnell.
Hexen verwenden Knochen-, Blut- oder Schutzgeistmagie. Verwenden sie Blutmagie, brauchen sie Blut von Tieren oder Menschen als Nahrung, sowie um ihre Kräfte zu stärken. Besonders hilfreich ist dabei Babyblut.
Verwenden sie dagegen Knochenmagie, benötigen sie für ihre Macht Knochen, die meist von Leichen herstammen; am wirkungsvollsten sind Knöchel- oder Fingerknochen. Bei der Schutzgeistmagie muss die Hexe ihr eigenes Blut an eine Katze oder Kröte opfern. Sie ist die gefährlichste Magieform.
Hexen – ausgenommen Wasserhexen – fürchten Wasser und können kein fließendes Gewässer überqueren. Alle Hexen sind gegen eine Mischung aus Salz und Eisen empfindlich, die auch auf andere dunkle Wesen wirkt.

#### Die alten Götter
Die alten Götter (Golgoth, Ordeen, Morrigan, Pan, Zeus, Hera, Siscoi usw.) sind uralte, mächtige und unsterbliche Wesen. Sie können – mit Ausnahme der Ordeen – nur auf die Erde kommen, wenn sie beschworen wurden.

#### Der Teufel
Der Teufel oder Der Feind ist das fleischgewordene Böse. Ins Dunkel verbannt, befreiten ihn drei vereinigte Hexenzirkel, um ihn für ihre Zwecke zu gebrauchen. Nach Ablauf von drei Tagen war er frei und versucht seither, die Erde allmählich in sein Reich zu verwandeln. Er besitzt besondere Kräfte, so kann er sich in jeder beliebigen Form zeigen und die Zeit beeinflussen und für kurze Zeit sogar anhalten.

#### Sonstige
Es kommen auch Geister oder Geisterbilder vor, die ebenfalls in verschiedene Stufen eingeteilt werden; sie spielen jedoch keine größere Rolle.

### Die Arbeit des Spooks
Das Einsperren oder Begraben von Hexen oder Boggarts nennt man „Bannen“. Man unterscheidet dabei zwei Arten: das natürliche und künstliche Bannen.
Zum künstlichen Bannen von Boggarts muss zunächst ein Loch gegraben, dasselbe überall mit einer speziellen Mischung eingerieben und schließlich der Boggart mit Menschenblut in das Loch gelockt werden. Anschließend muss schnell ein perfekt passender Stein über das Loch gelegt werden, welcher ebenfalls mit der Mischung bestrichen ist.
Da die einzigen Möglichkeiten, eine Hexe zu töten, sehr grausam sind, bannt man sie. Zum Bannen von Hexen wird erneut ein Loch benötigt, in welches die Hexe hineingelockt wird. Darüber werden 13 Eisenstangen angebracht. Bei mächtigeren Hexen ist es manchmal nötig, sie mit dem Kopf nach unten zu begraben, damit sie sich nicht so schnell aus der Grube befreien können.
Wenn Hexen jedoch tot, aber in ihrem Körper gefangen sind, können sie in die kleinsten Löcher eindringen und von Körpern anderer Besitz ergreifen.

## Hauptpersonen

### Thomas Jason Ward
Tom ist die Hauptperson des Romanzyklus und erzählt die Geschichte aus seiner Perspektive. Als siebter Sohn eines siebten Sohnes besitzt er die Gabe, Kreaturen der Dunkelheit zu spüren als auch zu sehen, wozu normale Menschen nicht fähig sind. Außerdem ist er der Sohn einer mächtigen Lamia Hexe. Thomas ist der 30. und beste Lehrling des Spooks John Gregory. Im ersten Band ist er nicht ganz 13 Jahre alt. Er besitzt grüne Augen und ist recht klein für sein Alter. So wie die meisten Spooks, ist auch er Linkshänder. Er ist mit Alice, einer jungen Hexe vom Stamm Malkin befreundet, auch wenn sein Meister das nicht gutheißt.

### John Gregory
Wie jeder Spook ist er der siebte Sohn eines siebten Sohnes. Zum Zeitpunkt, an dem die Geschichte beginnt, waren nur noch zwei seiner Brüder am Leben – einen Pfarrer, mit dem er sich vor etlicher Zeit verstritten hat und welcher im zweiten Band an Blutverlust nach dem Angriff eines Reißers starb und einen Schlosser namens Andrew, welcher ihm Zeit seines Lebens ein guter Freund war. Früher war er Priester, später ging er jedoch in die Lehre bei einem Spook. In seinem Leben war er mit zwei Frauen zusammen: der schon mit einem Anderen verlobten Emily Burns, was die Familie auseinanderiss und die Lamia Hexe Margery Skelton, auch genannt Meg. Er ist ein strenger Spook und toleriert keine Regelbrüche, obwohl er bei Meg seine eigenen Regeln brach und sie nicht für immer in eine Grube verbannte.

### Alice Deane
Toms einzige Freundin kommt ursprünglich aus der Gegend um Pendle. Ihre Mutter war eine Hexe aus dem Stamm der Malkin und ihr Vater aus dem Stamm der Deans. Jedoch ist sie bei ihrer Tante Knochenlizzie aufgewachsen; später stellt sich heraus, dass Knochenlizzie – eine maligne Hexe, die Knochenmagie praktiziert – ihre richtige Mutter und Der Feind ihr Vater ist. Oft ist sie hin- und hergerissen zwischen der guten und der bösen Seite. Aufgrund ihrer Freundschaft zu Tom muss sie ständig ihre Loyalität gegenüber dem Licht unter Beweis stellen. Viele Male hat sie Tom geholfen und unterstützt, doch nicht immer so, wie der Meister das befahl und oft kommt sie der Dunkelheit zu nah.

### John Ward
Ist der Vater von Tom. Früher war er Seemann und lernte so auf seinen Reisen Toms Mutter kennen und rettete sie vor ihrem sicheren Tod. Nachdem er sie geheiratet hatte, gab er die Schiffsfahrt auf und zog auf den Hof im Land. Er stirbt im dritten Band an einer Lungenentzündung. Das einzige Erinnerungsstück, das Tom von ihm behält, ist eine Zunderbüchse. Toms älterer Bruder, Jack übernimmt den Hof. Seine Mutter kehrt nach Griechenland zurück. Morgan bemächtigt sich später Johns Seele, um Tom seine Macht zu Demonstrieren.

### Jack Ward
Jack ist Toms ältester Bruder. Nach dem Tode seines Vaters übernimmt er den Bauernhof. Ihm gefällt der Beruf, den Tom ergreifen musste, gar nicht und er meint, er würde Unglück über die Familie bringen. Seine Frau heißt Ellie, mit der er zwei Kinder, Mary und ein noch nicht geborenes hat. Vermutlich ein Junge. Doch das Kind stirbt noch vor der Geburt.

### Die Lamia
Die Mutter von Tom ist, wie er im vierten Band erfahren muss, eine Hexe der Gattung Lamia. Sie ist die älteste und mächtigste Lamia, die Mutter aller. Früher wohnte sie in Griechenland gemeinsam mit ihren „Schwestern“, die in Wirklichkeit nur entfernte Verwandte sind. Man fesselte sie mit einer Silberkette an eine Klippe, damit die Sonnenstrahlen sie verbrannten. John Ward rettete sie vor diesem Tod. Sie heiratete ihn und entschied ihm sieben Kinder zu gebären, da er selber ein siebter Sohn ist. Ihr siebter Sohn, Tom, sollte ein Geschenk an das Land sein. So geschah es, und sie schickte ihn in die Lehre bei einem Spook. Mit ihrem Mann lebte sie auf einem kleinen Bauernhof im Lande. Mit dahin nahm sie ihre beiden „Schwestern“, gefangen in Truhen. Nach dem Tode ihres Mannes zieht sie zurück nach Griechenland. Sie muss jedoch zurückkehren, da sie Meister Gregorys und Toms Hilfe im Kampf gegen das Böse benötigt. Im neunten, bis jetzt noch nicht übersetzten Band, fällt ihr Name, Zenobia.

### Morgan
Morgan ist ein ehemaliger Lehrling des Spooks und der Sohn von Emily Burns. Nachdem er versucht hatte, den Eisgott Golgoth zu beschwören, um mehr Macht zu erlangen, weigerte sich der Spook, ihn weiter zu unterrichten. Seitdem sucht er verzweifelt nach dem Grimoire, dem einzigen Buch, in dem ein Spruch zum Anrufen von Golgoth steht. Im dritten Band stiehlt er das Buch von seinem alten Meister, ist sich jedoch nicht bewusst, dass dies nur die Kopie des Originals ist. Er tappt in die Falle des Spooks, macht einen fatalen Fehler bei der Beschwörung und endet als Opfer Golgoths.

### Mab Mouldheel
Mab ist eine Angehörige des Moudheel-Clans und kann in die Zukunft sehen, wenn sie zuvor Blut getrunken hat. Im vierten Band verliebt sie sich unsterblich in Tom und tut alles, um mit ihm zusammenzukommen. Er erwidert ihre Liebe jedoch nicht und macht sie sich zur Erzfeindin. Sie hat zwei jüngere Zwillingsschwestern.

## Erschienene Bände
Von der Hauptserie sind im englischen Original 13 Bänder veröffentlicht worden; davon wurden bisher sieben ins Deutsche übersetzt, der achte Band soll 2024 erscheinen.

### Band 1 – Der Schüler des Geisterjägers
Thomas lebt mit seiner Mutter, seinem Bruder Jack, dessen Frau Ellie und seinem Vater auf einem Bauernhof. Seine anderen fünf Brüder sind bereits aus dem Haus. Mit 13 Jahren soll er den Beruf des Spooks erlernen. Seiner Mutter ist es sehr wichtig, dass ihr Sohn sowohl den ersten Probemonat bei dem alten Spook besteht, als auch die Lehre zu Ende führt und das Land als Erwachsener von Hexen und Boggarts befreit.
Er besteht den Probemonat trotz einiger gefährlicher und unheimlicher Zwischenfälle und nimmt die komplette Lehre an. Er lebt nun mit dem Spook in dessen Sommerhaus, das ein Boggart gegen jedwede Art von ungewünschtem Besuch verteidigt. Als sein Meister eines Tages auf einer Reise ist, wird Thomas hereingelegt und befreit aus Versehen die böse, aber mächtige Hexe Mutter Malkin aus ihrer Grube, in der sie gebannt war. Er muss sich ihr selbst stellen, wenn er keine Unglücke verantworten will.
Erst tötet er die Hexe, indem er sie in einen Fluss stößt. Doch mächtige Hexen sind untot und können von anderen Körpern Besitz ergreifen, sodass Mutter Malkin nun eine noch größere Gefahr darstellt. So muss sich Tom ein zweites Mal verfolgt fühlen. Er kann die Gefahr jedoch rechtzeitig erkennen und abwenden.
Dieser Band ist unter dem Namen The Seventh Son verfilmt worden, wobei allerdings grundsätzliche Änderungen in der Filmhandlung vorgenommen wurden.

### Band 2 – Der Fluch des Geisterjägers
Thomas erhält am Anfang des zweiten Bandes von seinem Meister den Auftrag, dessen Bruder, einen Pfarrer, zu retten. Er und die gesamte Umgebung sind von einem schrecklichen Reißer bedroht. Der Meister kann die Aufgabe nicht selbst übernehmen, da er krank ist. Tom bannt den Reißer, doch für den Bruder seines Meisters kommt jede Hilfe zu spät.
Der Spook will zu der Beerdigung, obwohl er seit 40 Jahren kein Wort mehr mit seinem Verwandten geredet hat. Die Beisetzung findet in der Hafenstadt Priestown statt, wo es viele Pfarrer gibt und somit alle nicht gut auf Spooks zu sprechen sind. Sogar ein Inquisitor, ein blonder Hüne, ist in der Stadt vertreten. Dieser ist ziemlich misstrauisch und bald merkt Tom, dass er unter anderem Alice hinrichten lassen will. Der Lehrling will seine Bekannte unbedingt retten.
Mr. Gregory ist dagegen, durch eine solche Befreiungsaktion aufzufallen, doch bei der Beerdigung werden die beiden von einer Bürgerin erkannt, sodass sie sowieso in Gefahr schweben. Der Spook kann die Stadt nicht verlassen, da er einen alten Widersacher endlich besiegen möchte: den Bane. Dieser Dämon lebt unter der Kirche von Priestown und hat bereits viele Pfarrer in den Selbstmord getrieben. Dort unten wurde er allerdings eingesperrt. Mr. Gregory will das Tor nun öffnen und sich dem mächtigen Dämon ein für alle Mal stellen.
Der Meister wird allerdings verhaftet, Tom entkommt nur knapp. Ihm ist klar, dass sein Meister nun wahrscheinlich unter Folter verhört wird. Durch eine Karte desselbigen merkt Tom, dass es durch die Katakomben einen Weg zu den Verliesen gibt. Ihm ist klar, dass er Mr. Gregory und Alice befreien muss, was ihm letztendlich auch gelingt. Er tötet den Bane, wobei er selbst stirbt, aber von Alice ins Leben zurückgeholt wird.

### Band 3 – Das Geheimnis des Geisterjägers
Tom zieht mit seinem Meister in sein Winterquartier, ein altes dunkles Haus, dessen Keller voller gebannter Hexen und Boggarts ist. Hier lebt auch Meg Skelton, eine recht zahme Hexe und die große Liebe seines Meisters. Sie birgt jedoch auch Gefahr – im Keller wird ihre Schwester gefangen gehalten und sie selbst nur mit einem Trank ruhig gehalten. Auch taucht ein alter Lehrling des Spook auf, der einen alten Gott heraufbeschwören und mit dessen Hilfe das Land kontrollieren will.

### Band 4 – Der Kampf des Geisterjägers
Tom, Alice und der Spook begeben sich nach Pendle, einem von Hexen verseuchten Gebiet, aus dem auch Alice stammt. Dort trifft Tom eine Hexe von dem Mouldheel-Clan. Diese verliebt sich unsterblich in Tom, aber dieser erwidert die Liebe nicht. Daher droht ihm Mab, ebendiese Hexe, sich den zwei anderen Clans anzuschließen, die den Teufel persönlich beschwören wollen, es aber nur mit der Hilfe der Mouldheels schaffen können. Falls Mab diese Drohung wahr macht, könnten sie den Teufel beschwören und auf Tom und die ganze Welt loslassen.

### Band 5 – Die Feinde des Geisterjägers
Tom Ward hat sich Feinde gemacht, die selbst den Spook herausfordern. Er wird zu Meister Arkwright, einem anderen Geisterjäger, in die Sümpfe im Norden geschickt. Dort soll er auf die drohende Gefahr vorbereitet werden. Meister Arkwright unterläuft ein großer Fehler, sodass er einer teuflischen Wasserhexe gegenübersteht. Der Spook und Alice eilen ihm zu Hilfe.

### Band 6 – Das Opfer des Geisterjägers
Toms erste Aufgabe ist es, das Land vor der Dunkelheit zu schützen. Als seine Mutter in ihrer griechischen Heimat Hilfe benötigt, um eine der alten Götter, die Ordeen, zu bezwingen, zieht Thomas mit einer mächtigen Gruppe in den Kampf, darunter auch sein Meister, Meister Arkwright, Alice, Grimalkin und die Pendle-Hexen. Unter großen Opfern gelingt es, die Ordeen zu bezwingen und die Welt zu retten.

### Band 7 – Der Albtraum des Geisterjägers
Als Alice, Tom und der Spook in ihre Heimat zurückkehren, sind überall die Spuren eines Krieges und grausamer Invasoren sichtbar; der Spook wird von schrecklichen Träumen heimgesucht und sein Heim mit der kostbaren Bibliothek niedergebrannt. Seine alte Feindin Knochenlizzie – eine gefährliche Hexe – wird befreit. Alice, Tom und sein Meister fliehen auf die Insel Mona, wo sie nicht willkommen sind. Dennoch kämpfen sie gegen einen Buggan und seinen Herrn; schließlich treffen sie auch auf Knochenlizzie, die sich zur Herrscherin der Insel machen will.

### Band 8 bis 13 und Sonderbände
Diese Bände sollen ebenfalls im foliant Verlag veröffentlicht werden.

## Pressestimmen
„Das Geschehen ist durchweg entweder spannend oder bewegend oder informativ. So versteht es der Autor, den Leser dauerhaft bei der Stange zu halten. Die Szenen sind anschaulich und entbehren manchmal nicht einer gewissen unterschwelligen Komik und Ironie. Die gewalttätigen Szenen halten sich stark in Grenzen, denn sowohl die beiden Spooks als auch Alice sind völlig unbewaffnet. Das bedeutet aber nicht, dass es keine Toten gäbe, schließlich ist ja auch der Bane los.“

„Delaney versetzt seinen Lesern ein wohliges Schaudern mit seiner geschickt ausgearbeiteten Geschichte.“

„Spannend und gruselig bis zur letzten Seite!“

„In dem gruseligen und fesselnden Roman taucht der Leser in die geheimnisvolle Welt der Geister und Hexen ein.“

„Joseph Delaney greift tief in die Trickkiste und webt Geschichten voll Magie und mit deutlichem Gruselfaktor.“

„Spook ist ein sehr spannendes, kurzweiliges Buch, bei dem man nicht mehr aufhören möchte zu lesen!“

### Originalausgaben
- Joseph Delaney: The Spook’s Apprentice. Random House Children’s, 2004, ISBN 0-370-32826-4.
- Joseph Delaney: The Spook’s Curse. Transworld, 2005, ISBN 0-370-32827-2.
- Joseph Delaney: The Spook’s Secret. Bodley Head Children’s Books, 2006, ISBN 0-370-32828-0.
- Joseph Delaney: The Spook’s Battle. Bodley Head Children’s Books, 2007, ISBN 0-370-32892-2.
- Joseph Delaney: The Spook’s Mistake. Bodley Head Children’s Books, 2008, ISBN 0-370-32931-7.
- Joseph Delaney: The Spook’s Sacrifice. Transworld, 2009, ISBN 0-370-32932-5.
- Joseph Delaney: The Spook’s Nightmare. Bodley Head Children’s Books (Nachdruck in den Vereinigten Staaten als Rise of the Huntress.) 2010, ISBN 978-0-370-33200-0.
- Joseph Delaney: The Spook’s Destiny. (Nachdruck in den Vereinigten Staaten als Rage of the Fallen.) 2011.
- Joseph Delaney: The Spook’s I Am Grimalkin. (Nachdruck in den Vereinigten Staaten als Grimalkin, the witch assassin.) 2011.
- Joseph Delaney: The Spook’s Blood. (Nachdruck in den Vereinigten Staaten als Lure of the Dead.) 2012.
- Joseph Delaney: The Spook’s Slither’s Tale. (Nachdruck in den Vereinigten Staaten als Slither.) 2013.
- Joseph Delaney: The Spook’s I Am Alice. 2013.
- Joseph Delaney: The Spook’s Revenge. (Nachdruck in den Vereinigten Staaten als The Last Apprentice: Fury of the Seventh Son.) 2014.
- Joseph Delaney: Spook’s: A New Darkness. (Band 1 der Trilogie Starblade Chronicles Series), 2015, ISBN 978-1-84941-638-2.

### Kurzgeschichten, Sonderausgaben und Spin-offs
- Joseph Delaney: The Spook’s Tale/Interception Point. Kurzgeschichte, kombiniert mit Interception Point von Mark Walden als Sonderausgabe für den World Book Day UK 2009[3], 2009.
- Joseph Delaney: The Last Apprentice: The Spook’s Tale And Other Horrors. Sammlung von vier Kurzgeschichten (The Spook’s Tale, Alice’s Tale, Grimalkin’s Tale, A Gallery of Villians), 2009.
- Joseph Delaney: The Spook’s Stories: Witches. Sammlung von vier Kurzgeschichten (Meg Skelton, Dirty Dora, Alice And The Brain Guzzler, The Banshee Witch). In den Vereinigten Staaten veröffentlicht als The Last Apprentice – A Coven of Witches. 2009, ISBN 0-370-32996-1.
- Joseph Delaney: The Spook’s Bestiary. A guidebook to the creatures found in The Wardstone Chronicles universe. In den Vereinigten Staaten veröffentlicht als The Last Apprentice – The Spook's Bestiary: The Guide to Creatures of the Dark. 2010.

### Bisher veröffentlichte deutsche Übersetzungen
- Joseph Delaney: Spook – Der Schüler des Geisterjägers. cbj, 2006, ISBN 3-570-13045-2, Neuauflage foliant Verlag 2023, ISBN 978-3-910522-01-5.
- Joseph Delaney: Spook – Der Fluch des Geisterjägers. cbj, 2007, ISBN 3-570-13046-0, Neuauflage foliant Verlag 2023, ISBN 978-3-910522-02-2.
- Joseph Delaney: Spook – Das Geheimnis des Geisterjägers.  cbj, 2007, ISBN 978-3-570-13047-6, Neuauflage foliant Verlag 2023, ISBN 978-3-910522-03-9.
- Joseph Delaney: Spook – Der Kampf des Geisterjägers. cbj, 2008, ISBN 978-3-570-13399-6, Neuauflage foliant Verlag 2023, ISBN 978-3-910522-03-9.
- Joseph Delaney: Spook – Die Feinde des Geisterjägers. cbj, 2013, ISBN 978-3-570-22448-9, Neuauflage foliant Verlag 2023, ISBN 978-3-910522-05-3.
- Joseph Delaney: The Spook's 6 – Das Opfer des Geisterjägers. foliant Verlag 2023, ISBN 978-3-910522-06-0.
- Joseph Delaney: The Spook's 7 – Der Albtraum des Geisterjägers. foliant Verlag 2023, ISBN 978-3-910522-07-7.

## Verfilmung
2015 erschien eine Verfilmung des ersten Bandes durch Legendary Pictures unter dem Titel Seventh Son. Der Film wurde schon weitaus früher geplant, die Dreharbeiten wurden jedoch immer wieder verschoben. In den USA wurde Seventh Son seit Februar 2015 gezeigt, in Deutschland lief er Mitte März 2015 an.